# 孔達 (南廣薩省)
11°10′S 14°30′E / 11.167°S 14.500°E
孔達（葡萄牙語：Conda），是安哥拉的城鎮，位於該國西部，由南廣薩省負責管轄，南鄰塞利什，面積2,090平方公里，2013年該城鎮人口76,942，人口密度每平方公里37人。